# Caixa de Rotllan
La Caixa de Rotllan («Caja» de Roldán) o Tumba de Roldán es un dolmen situado en la comuna francesa de Arles-sur-Tech, en el departamento francés de los Pirineos Orientales, que data de la segunda mitad del tercer milenio a. C.
Su nombre significa «Tumba de Roldán» en catalán. Una leyenda afirma que el caballero Roldán fue vencido en la región de Vallespir y que su cuerpo, después de morir en la batalla de Roncesvalles, fue recogido por su caballo e inhumado en este lugar. Los dólmenes son sepulturas antiguas, por lo que es una tumba mucho anterior en el tiempo a las aventuras reales o imaginarias del legendario caballero.
Está formado por tres piedras verticales en forma de H cubiertas por una losa, cuyo conjunto está delimitado por una cámara rectangular. De dimensiones medias, tiene una planta simple (sin corredor), orientado hacia el sureste, posee características frecuentes en los dólmenes de este departamento. Construcción célebre a partir de la Edad Media, está clasificado como monumento histórico y no ha sido objeto de excavaciones arqueológicas.

## Situación
La Caixa de Rotllan) forma parte de los 148 dólmenes catalogados en los Pirineos Orientales, sin contar los que son mencionados por fuentes antiguas y no se han hallado,, a los que hay que añadir el dolmen de Castelló descubierto 2011. Están situados en una de las zonas más accidentadas o montañosas del departamento, generalmente sobre collados, una línea de crestas o una anfractuosidad.

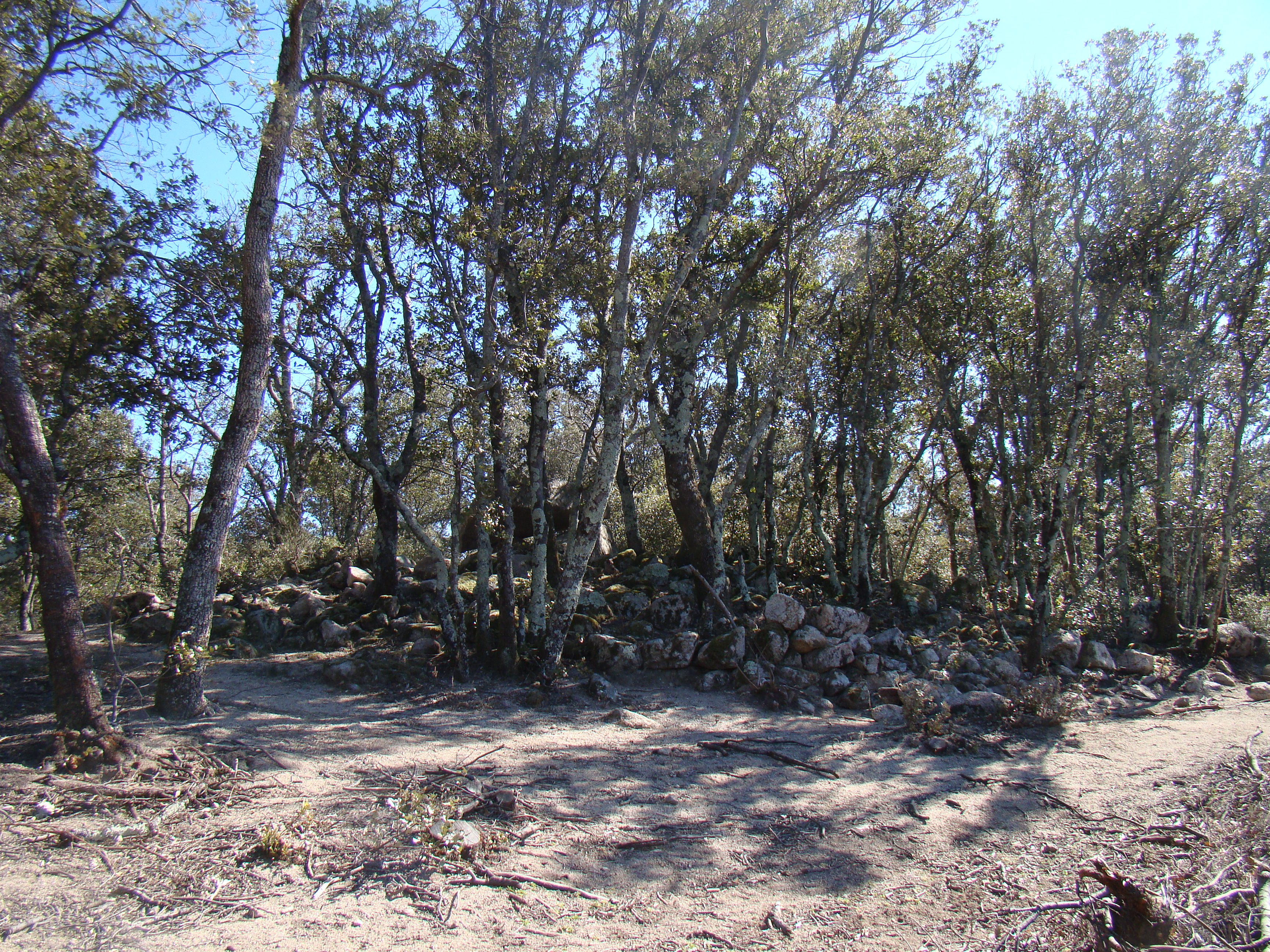
Vista del túmulo. El dolmen está situado en una parte oculta bajo los árboles, en la parte centro-izquierda de la imagen.

Está situado sobre una línea de crestas de las estribaciones meridionales del macizo del Canigó, a 830 m NAP. a los pies de un roquedal granítico, situado en la región histórica y geográfica de Vallespir, entre las comunas de Arles-sur-Tech y Montbolo.
Dos caminos permiten acceder al dolmen desde la localidad de Arlés. Es posible tomar una pista abierta al tráfico rodado que serpentean a lo largo del río Bonabosc, tras dejar el GR 10 se sigue por un camino de un sesentena de metros a través de un bosque. Otra opción es seguir la línea de crestas que dominan los valles de los ríos Bonabosc y Riuferrer. Esta parte del GR 10 marca el inicio del antiguo camino frecuentado para ir de Arles-sur-Tech a las minas de Batère. A pie, el trayecto cuesta alrededor de una hora y media.
En el mapa del IGN, a escala 1⁄25000, está indicado con una estrella, lo que indica una «curiosidad».

## Descripción

Planta y orientación del dolmen. Según Abélanet.

La Caixa de Rotllan es como la mayor parte de los dólmenes roselloneses de «planta simple», es decir, sin un corredor, común en otros dólmenes del Eneolítico de mediados del tercer milenio a. C.
A pesar de sus dimensiones bastante modestas, ofrece un aspecto imponente debido al espesor de las piedras que lo constituyen. En muy buen estado de conservación, está formado por tres monolitos verticales coronados por una losa que los cubre, formando una cámara burdamente rectangular orientada en sentido nor-noroeste/sur-sureste, el acceso se halla en dirección sur-sureste, como la mayoría de los dólmenes del departamento. Esta orientación sigue la de las líneas de las crestas sobre la que se encuentra. El dolmen está rodeado por un túmulo de unos diez metros de diámetro, groseramente circular. El material de las piedras es granito local.

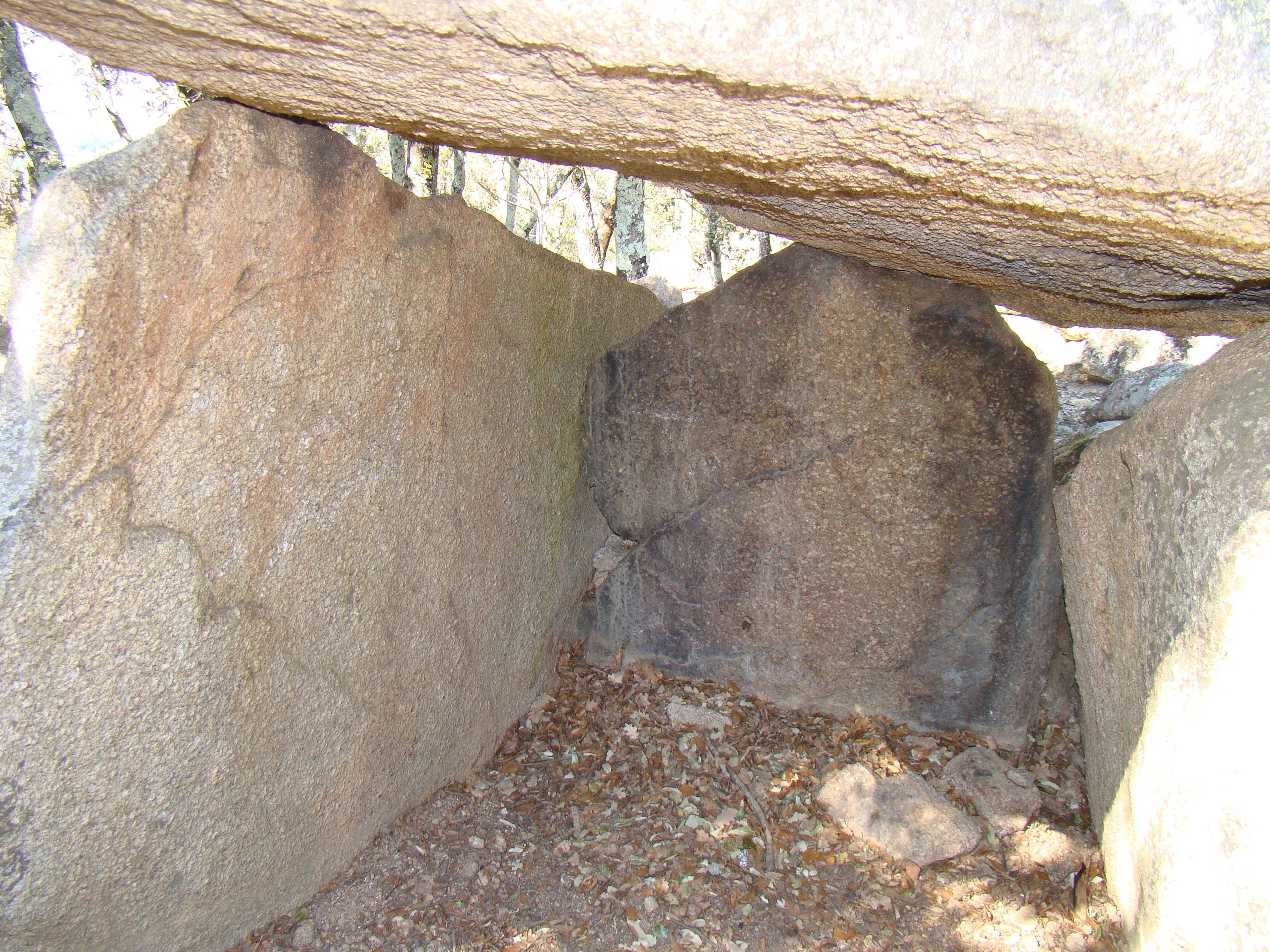
Cámara.
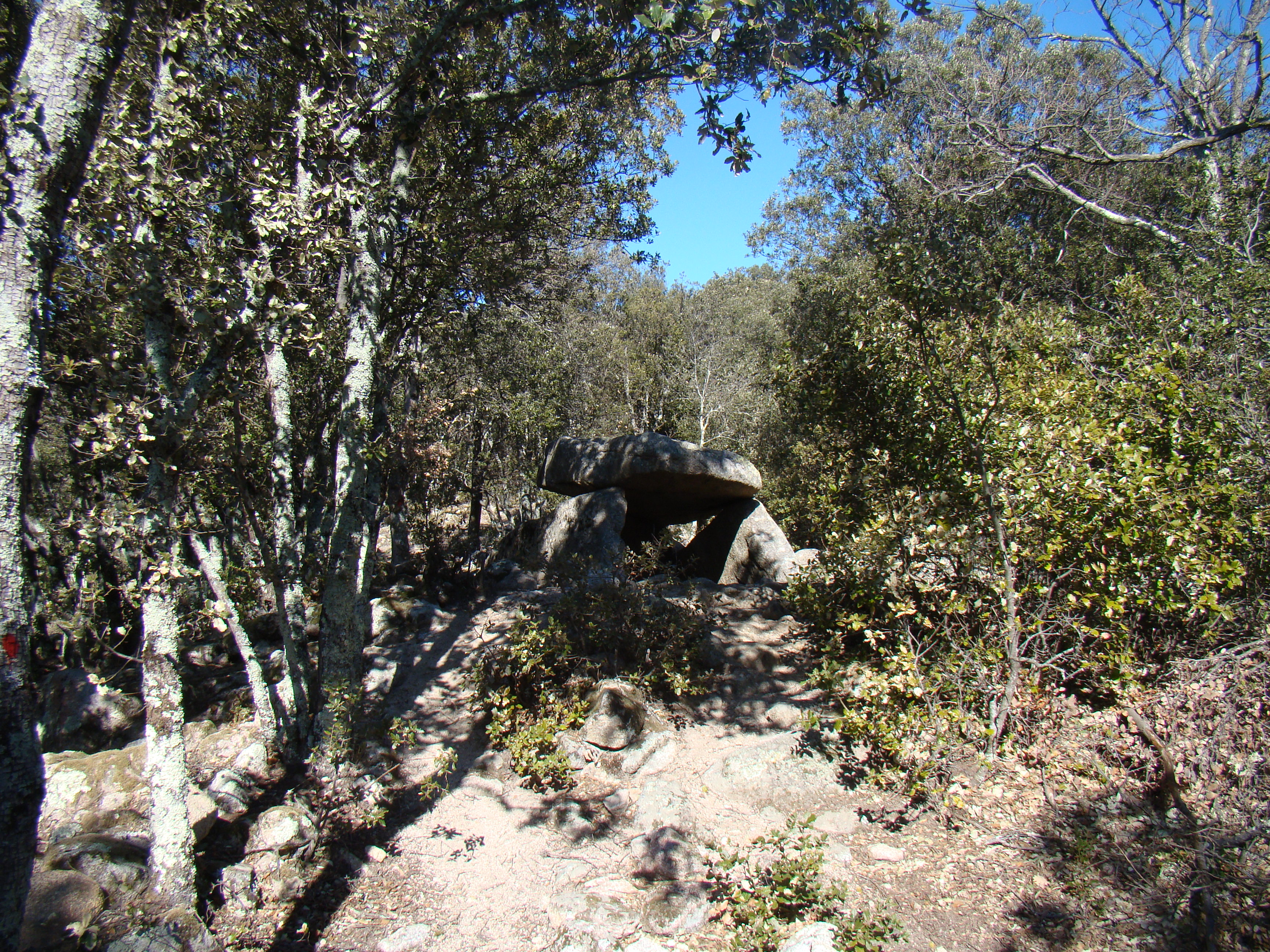
Entorno, visto desde el sur.
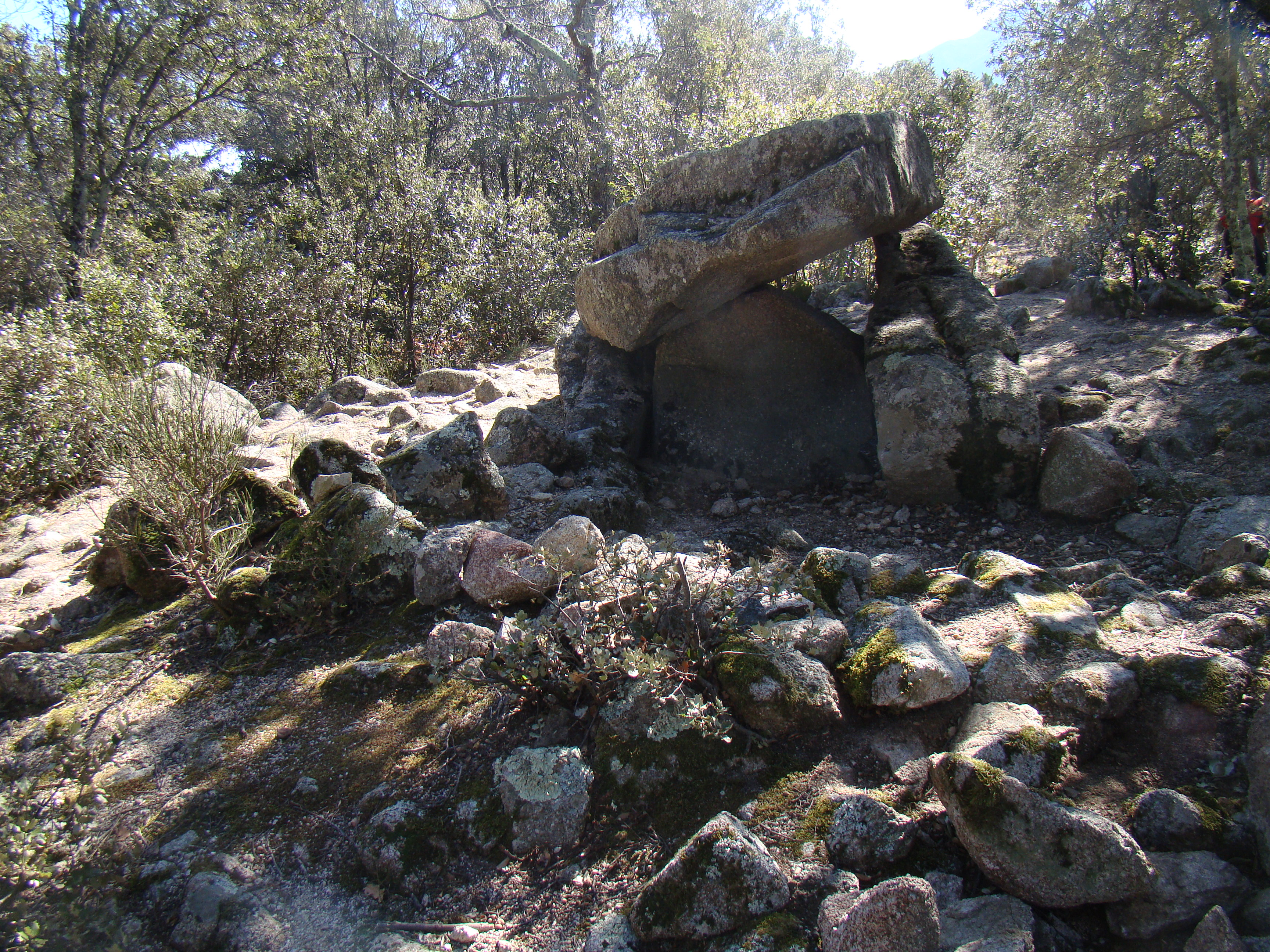
Vista septentrional, donde se perciben las rocas que forman el túmulo en primer plano.

Los ortostatos laterales son dos bloques de espesor irregular (entre 20 y 57 cm), de 2,40 m de largura y 1,30 de altura desde el suelo. La losa del fondo (llamada dalle de chevet/«losa de cabecera») mide 1,20 m de altura, 1,25 m de anchura y 20 cm de espesor medio. La losa de cobertura tiene 2,60 m de largo y 1,50 de ancho. Su espesor varía de 20 a 45 cm. La irregularidad de las losas de sostén le aportan tres puntos de apoyo. El conjunto delimita una cámara irregular de 2 x 1,30 m, aproximadamente. El conjunto entero tiene una planta en forma de H: la losa de cabecera está encuadrada por las losas laterales. La planta es la misma que tienen la mayoría de los dólmenes del departamento. Se ha sugerido que la losa de cabecera fue emplazada la primera y a continuación las laterales.

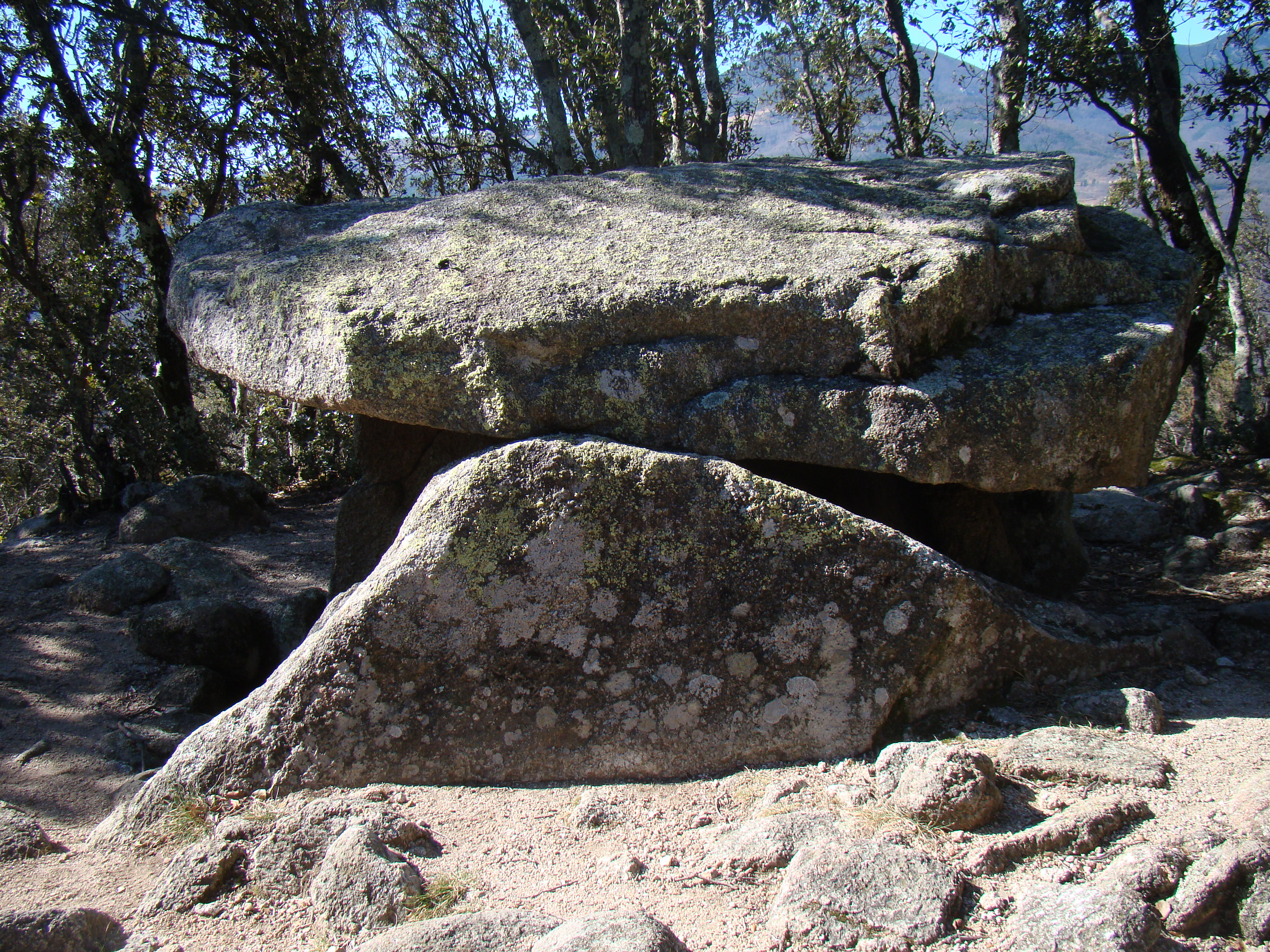
La losa lateral del noreste.
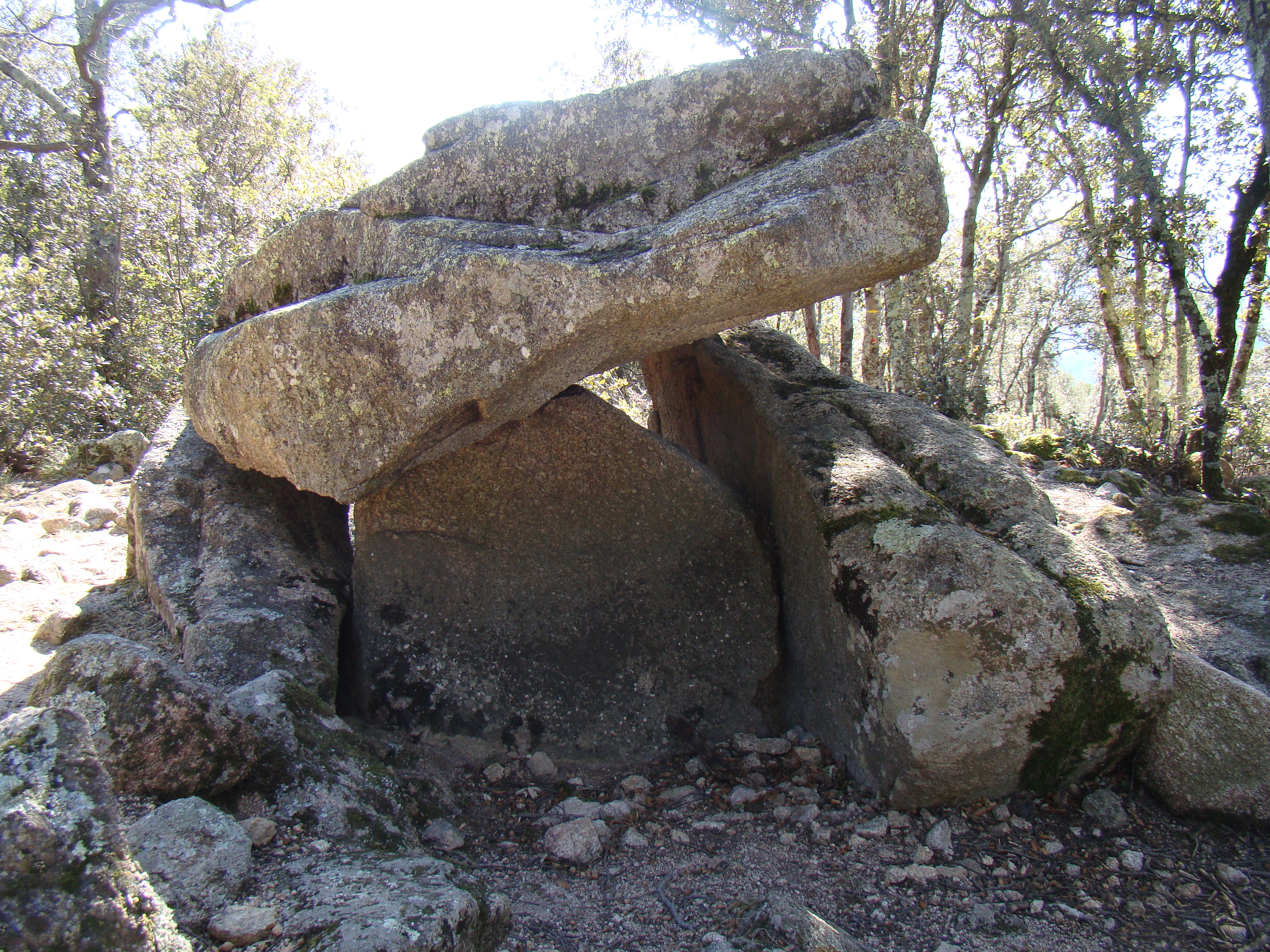
La losa de cabecera.
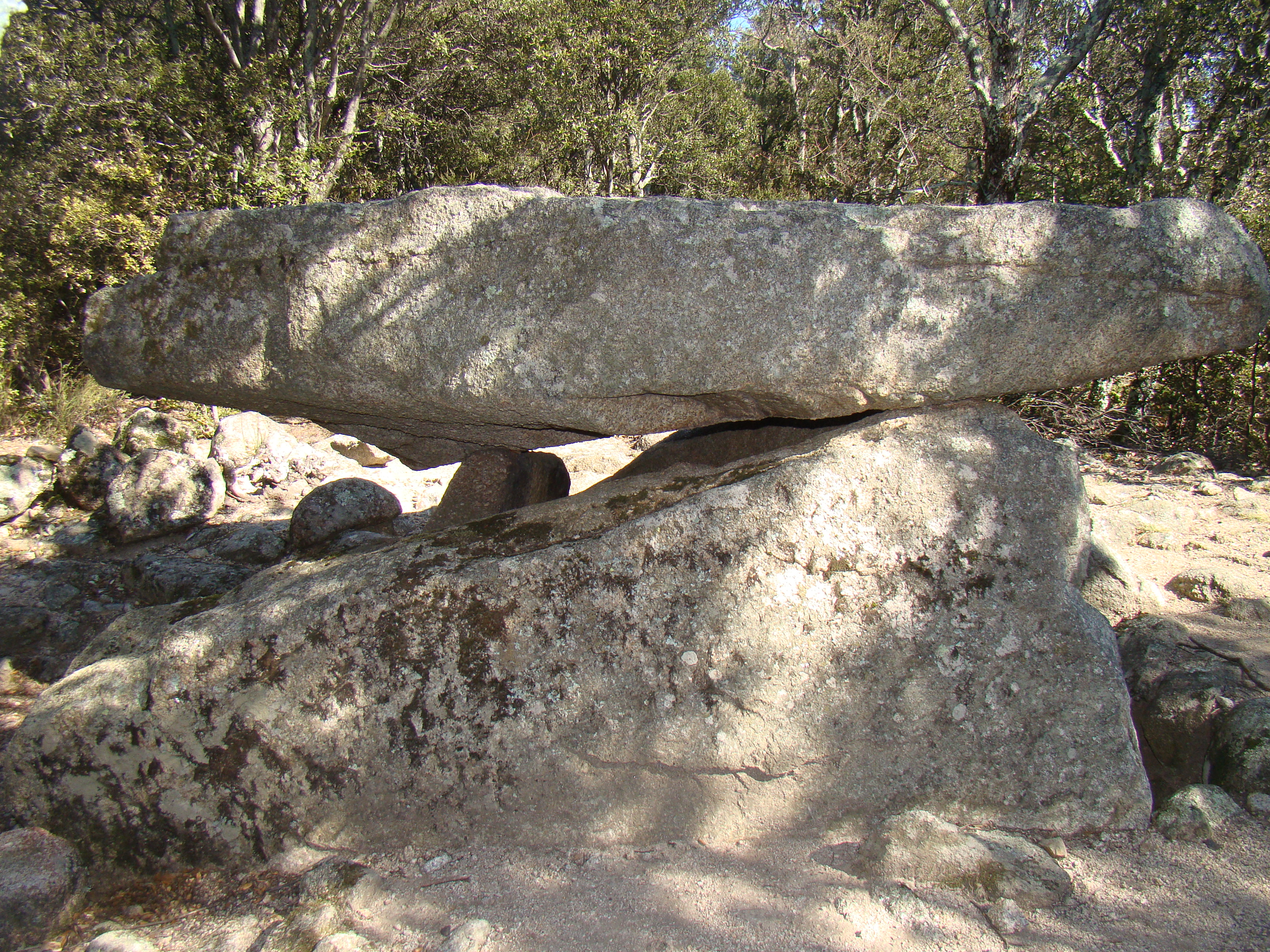
La losa lateral del suroeste.

## Toponimia y leyenda

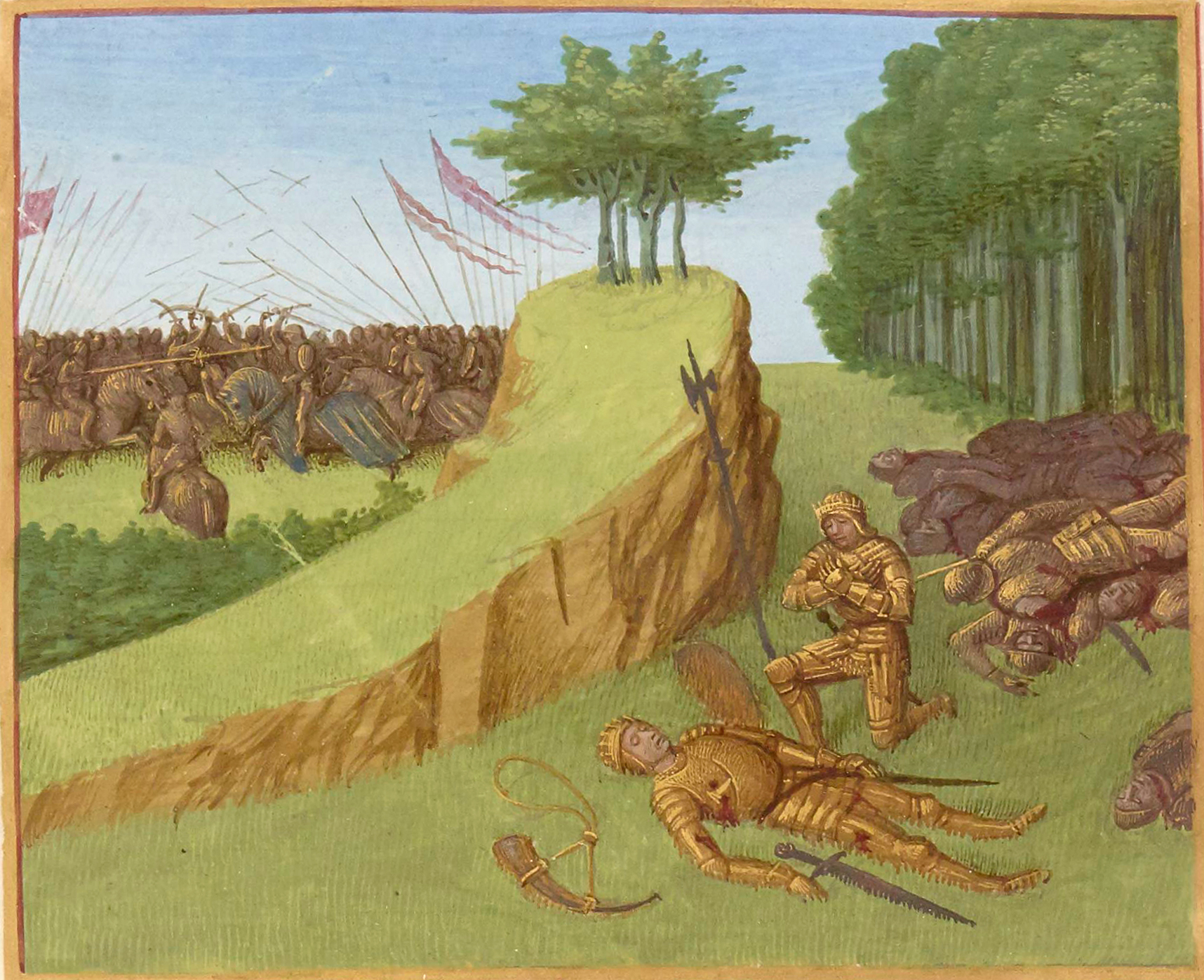
Muerte de Roldán (Jean Fouquet,.

El nombre catalán del dolmen significa «Tumba de Roldán», demuestra su empleo como sepultura conocida por los habitantes de la región. Los megalitos de los Pirineos Orientales llevan a menudo nombres de personajes míticos como Roldán o sus enemigos los «moros». Otros lugares próximos llevan el mismo nombre legendario de Roldán. 
A 1500 m al norte de la Caixa, siguiendo las líneas de las crestas se encuentra el en catalán: Palet de Rotllan. El jeu de plates francés (lo más parecido en España sería la tanguilla de Cantabria) es un antiguo juego de bolos, que consiste en tumbar un objeto (a menudo un bastón) fijado en el suelo lanzando un tejo contra él. Según la leyenda, Roldán utilizó rocas enormes en lugar de tejos y se divertía destruyendo los castillos de Vallespir como si fueran bolos.
Más al norte l'abeurador del cavall de Rotllan («abrevadero del caballo de Roldán») es una alberca donde el caballero legendario habría hecho beber a su caballo Veillantif. La Cova d'en Rotllan («Cueva de Roldán») es otro dolmen situado en la comuna vecina de Corsavy, donde Roldán tenía la costumbre de descansar.
Según el Cantar de Roldán, su cuerpo, el del caballero Oliveros y el del arzobispo Turpín, muertos en la Batalla de Roncesvalles, fueron transportados por Carlomagno e inhumados en la basílica de Saint-Romain de Blaye, en Blaye, en Gironda. Otra leyenda cuenta que Veillantif, el caballo de Roldán, llevó el cuerpo de su dueño hasta Vallespir, al lugar al que acostumbraba jugar a la rayuela. Allí se erigió una tumba, la Caixa de Rotllan. Varios topónimos de la región hacen referencia a las huellas de las pezuñas que habría dejado el caballo fantástico.

## Historia
El dolmen de la Caixa de Rotllan se remonta el Calcolítico o inicios de la Edad del Bronce, el Eneolítico, durante la segunda mitad del tercer milenio a. C. 
Fue utilizado en la Edad Media como mojón para marcar la separación de los territorios de las localidades de Arlés y de Montbolo. El límite actual de estas dos comunas está cerca del dolmen.

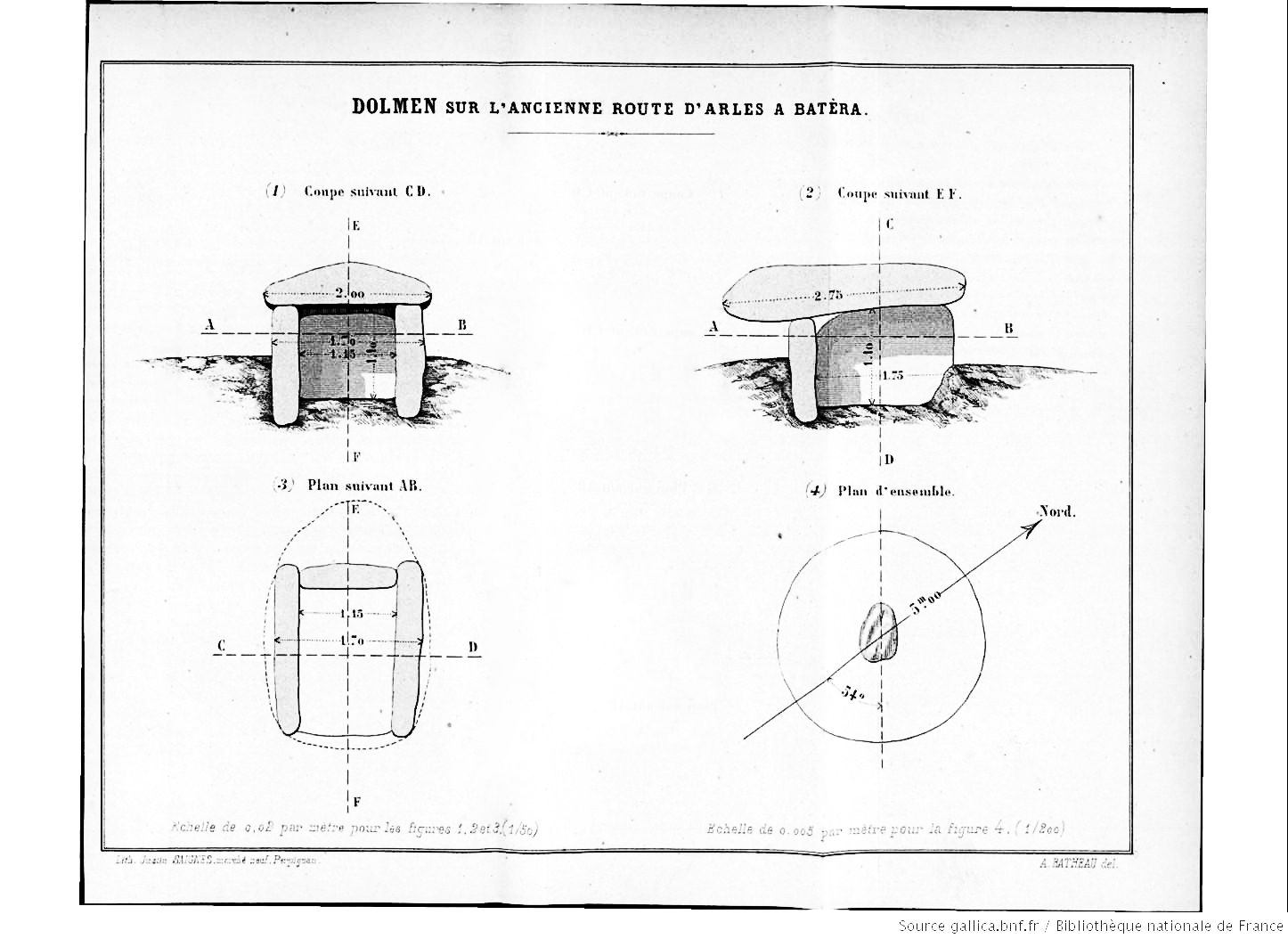
«Dolmen sur l'ancienne route d'Arles à Batera (Dolmen sobre la antigua carretera de Arles a Batera)», grabado publicado en 1866. Hay que destacar que las losas son más regulares que en la realidad.

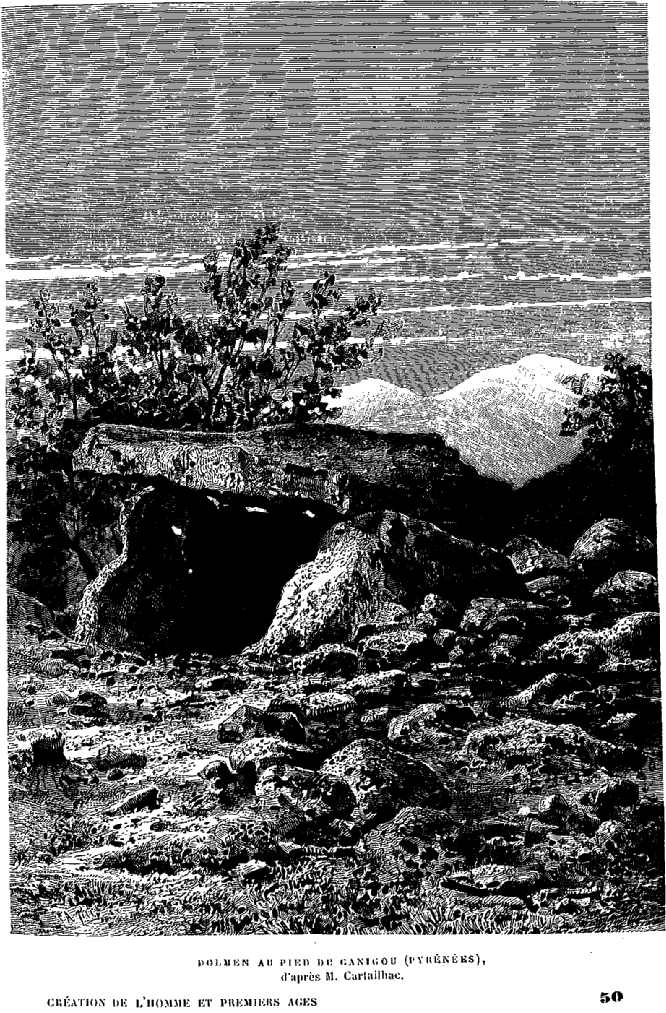
«Dolmen au pied du Canigou (Dolmen al pie del Canigó)», grabado aparecido en La création de l'Homme et premiers âges en 1887 (La creación del Hombre y primeras épocas).

La primera publicación que mencionó a este dolmen fue un artículo titulado «Monument druidique (entre Arles et Batère)» (Monumentos druídicos), por Jean-Baptiste Renard de Saint-Malo, en 1837. Pero este autor confunde la Caixa con el palet (tejo, rayuela de Roldán. Louis Companyo en su Histoire naturelle du département des Pyrénées-Orientales (1861), precisó que el palet no era un dolmen y puso en guardia allector contra la frecuente confusión entre los dólmenes y algunos montones de rocas que se asemejan. La primera descripción científica de la Caixa se debe a Alexandre-Félix Ratheau en 1866, en «Note sur un monument celtique du département» artículo aparecido en el Bulletin de la Société agricole, scientifique et littéraire des Pyrénées-Orientales. En esta época la erección de dólmenes se atribuía a los celtas. En esta obra,  Ratheau, oficial de ingeniería militar y autor de libros sobre arquitectura militar, facilita las dimensiones del dolmen, su orientación en relación con el Note y realizó un plano del sitio con tres estratos. Señaló que el palet estaba formado por muelas de granito abandonadas y precisó la corrección de Companyo, cuyo libro podría hacer creer que no existía el dolmen llamado Caixa de Rotllan. En 1887, un grabado realizado a partir de una fotografía se publicó en La création de l'Homme et premiers âges, de Henri Raison du Cleuziou. El dolmen fue declarado monumento histórico en 1889.
El dolmen es mencionado en el siglo XIX en diversas guías turísticas de Francia 
e Inglaterra.
En el siglo XIX es denominado con el nombre francofonizado Caxa de Roland.
No se ha realizado una excavación científica exhaustiva del dolmen.